# 나는 살아있다 (드라마)
《나는 살아있다》는 2011년 12월 11일에 MBC에서 방영된 창사 50주년 기념 2부작 문화방송 특집드라마이다.

## 등장 인물

### 주요 인물
- 정선경 : 수연 역
- 백도빈 : 진모 역

### 그외 인물들
- 손희순 : 정미자 역
- 김지영 : 한선혜 역
- 박충선 : 구덕현 역
- 홍근하 : 한영기 역
- 이연주 : 유나현 역
- 전병철 : 원탁 역
- 윤원석 : 성혁 역